# Scotinella poncei
Espèce
Scotinella poncei est une espèce d'araignées aranéomorphes de la famille des Phrurolithidae.

## Distribution
Cette espèce est endémique du Michoacán au Mexique,. Elle se rencontre vers Morelia.

## Description
Le mâle holotype mesure 1,82 mm et la femelle paratype 2,37 mm.

## Systématique et taxinomie
Cette espèce a été décrite par Chamé-Vázquez et Maldonado-Carrizales en 2023.

## Étymologie
Cette espèce est nommée en l'honneur de Javier Ponce Saavedra. 

## Publication originale
- Chamé-Vázquez, Guzmán-García & Maldonado-Carrizales, 2023 : « Two new species of Scotinella Banks, 1911 (Araneae: Phrurolithidae) from Mexico, with a discussion on the female genitalic morphology and intraspecific variation. » Zootaxa, no 5351(4), p. 453-466.